# Ecsenius bicolor
Ecsenius bicolor är en fiskart som först beskrevs av Day, 1888.  Ecsenius bicolor ingår i släktet Ecsenius och familjen Blenniidae. Inga underarter finns listade i Catalogue of Life.